# یوبیک (حزب)
جنبش برای مجارستان بهتر (مجاری: Jobbik Magyarországért Mozgalom)، که معمولاً به نام یوبیک (تلفظ مجاری: [ˈjobbik]; Jobbik) شناخته می‌شود یک حزب سیاسی مجارستان با ریشه‌های رادیکال و ناسیونالیست است. در آغاز این حزب حزب خود را به عنوان «یک حزب مسیحی اصیل، محافظه کارا و میهن پرستانه رادیکال» توصیف می‌کرد، که «هدف اساسی» آن حفاظت از ارزش‌ها و منافع مجارستان است. این حزب بعنوان یک سازمان ضدیهودی توسط ایندیپندنت و یک حزب نئونازی توسط رئیس‌جمهور کنگره یهودیان اروپا یاد شده‌است. فیلسوف آگنس هلر، بازمانده هولوکاست، می‌گوید که یوبیک یک حزب نئونازی نیست، اگر چه او آنها را به عنوان راست افراطی و نژادپرست توصیف کرده‌است.
از سال ۲۰۱۴ یوبیک شروع به بازتعریف خود به عنوان یک حزب محافظه کارانه و تغییر موارد بحث‌برانگیز آن کرد. با توجه به مانیفست حزب در مورد دستورالعمل‌های دولت آینده، یوبیک نماینده تمام شهروندان و مردم مجار است و هدف آن ایجاد یک هویت ملی مدرن، و در عین حال رد شووینیسم قرن بیست و یکم است. پس از انتخابات مجلس مجارستان در تاریخ ۸ آوریل ۲۰۱۸، این حزب ۱٬۰۹۲٬۸۰۶ رای بدست آورد که با ۱۹٫۰۶ درصد از آرا بود و به همین دلیل دومین حزب مجارستان در مجلس ملی است.